# Seat 132
C'est au mois d'avril 1973 que la SEAT 132 est lancée sur le marché espagnol. C'est la copie conforme de la Fiat 132 ; elle vient compléter la gamme SEAT.
Comme pour l'original italien, trois versions sont ainsi proposées : 1600, 1600 Lujo et 1800 Lujo. Seule particularité, un moteur diesel est également disponible dès la première série, il est fourni par Mercedes-Benz avec qui Fiat-Seat entretenait de très bons rapports, MB équipant déjà la SEAT 1500L de 1960.
Comme la Fiat 132, la seconde version de 1975 reçoit quelques retouches esthétiques qui actualisent la ligne, comme une calandre plus plongeante, des vitres latérales plus grandes et des feux arrière carrés.
En 1978, SEAT présente la troisième série de la 132. Toute la gamme est strictement conforme au modèle original Fiat. Tous les moteurs sont identiques au modèle italien 1600 et 2000 y compris le moteur diesel 8140 Sofim de 2 445 cm3, le même qui, réactualisé, équipera plus tard les Renault Safrane. Comme sa version italienne, la Fiat 132, elle inaugure des caractéristiques de sécurité en première mondiale, elle dispose de pare-chocs renforcés, de protections latérales dans les portières et d'une sellerie en matériaux intumescents.
Après son arrêt de fabrication en 1980, à la suite de la rupture des accords de licence entre Fiat SpA et l'État espagnol, la SEAT 132 ne sera jamais remplacée.

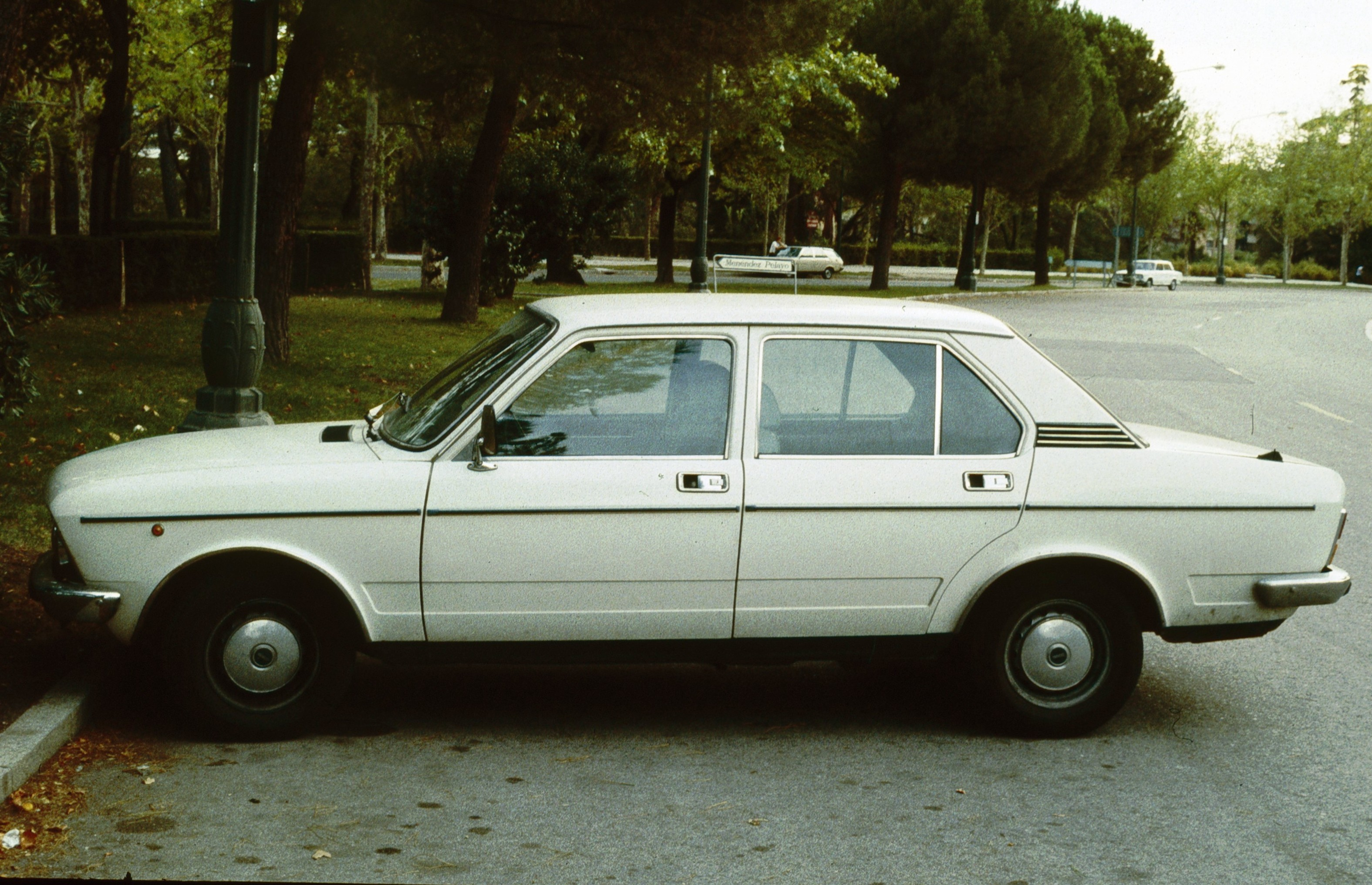
Seat 132 2e série

## Images
- Histoire de Seat